# Calvörde-Neustadt
Die Calvörder Neustadt ist ein inoffizieller Name eines Ortsteils in Calvörde.

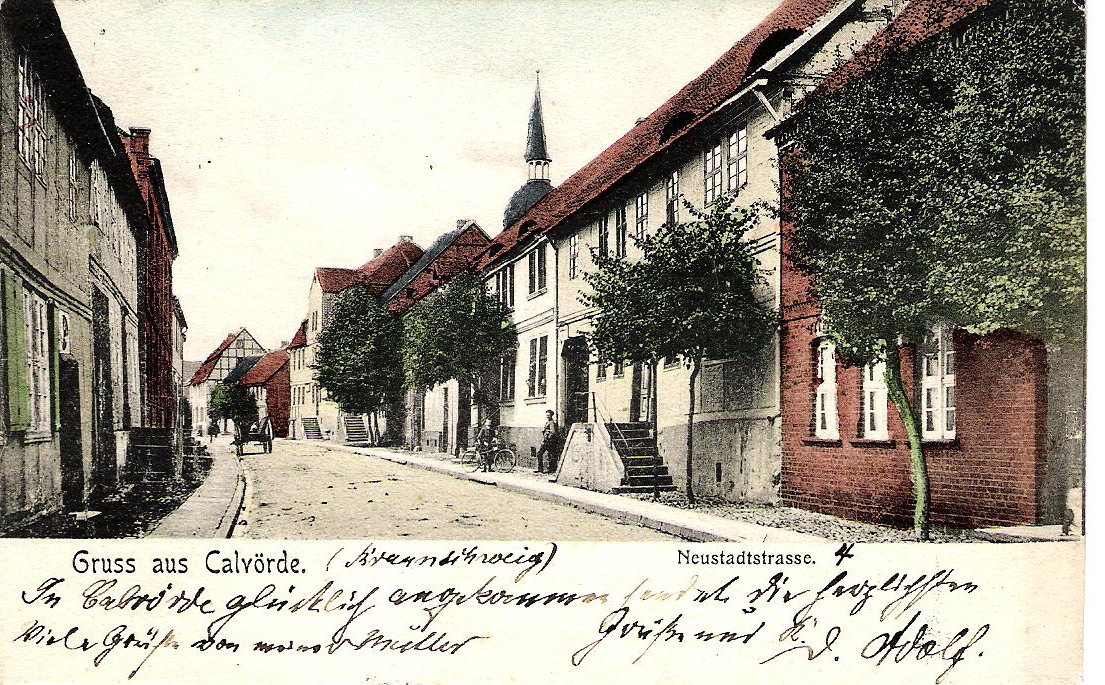
Neustadtstraße mit Schwarzen Adler, Synagoge und Amtsgericht, Postkarte 1905

## Lage
Die Neustadt erstreckt sich entlang der Neustadtstraße  in Richtung Süd-Ost. Zur Neustadt gehören neben der Neustadtstraße auch die Straßenzüge Zu den Amtsgärten, Kehrewiederstraße,  Wilhelm-von-Bode-Weg, Zum Gänsefleck und der Amtsweg. Nördlich der Neustadt befindet sich der Marktflecken Calvörde mit dem Marktplatz und der St.-Georgs-Kirche.

## Geschichte

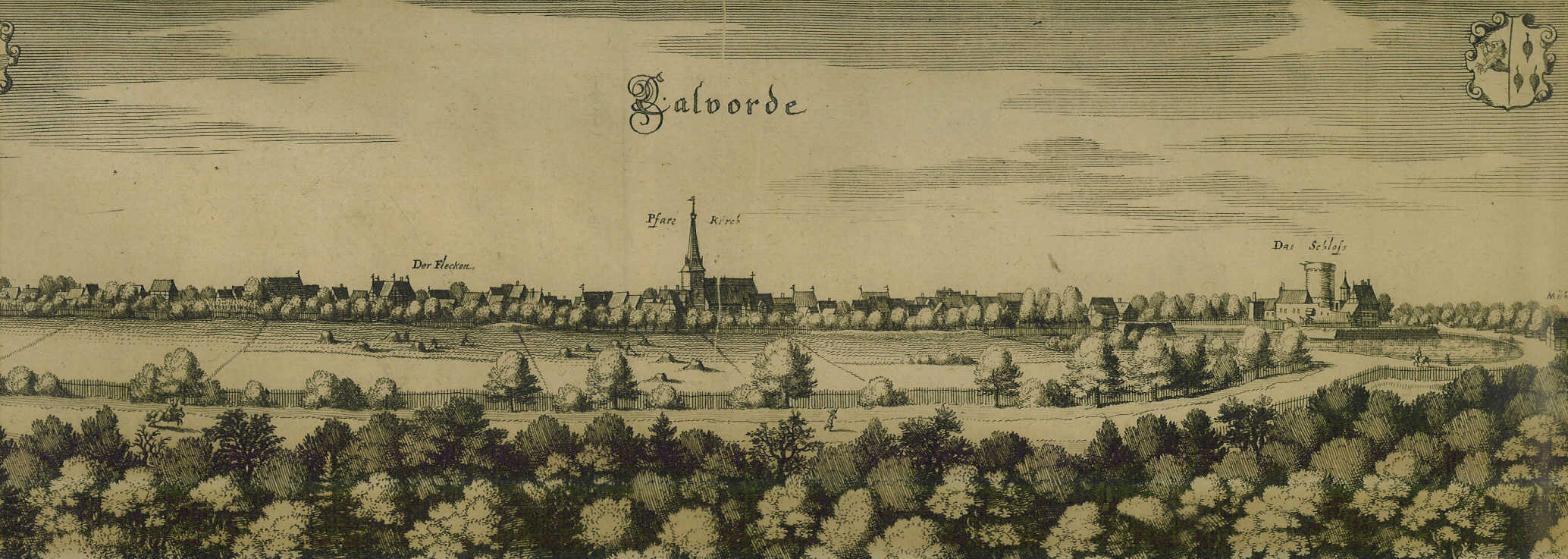
Merianstich von Calvörde, Neustadt zwischen Kirche und Schloss

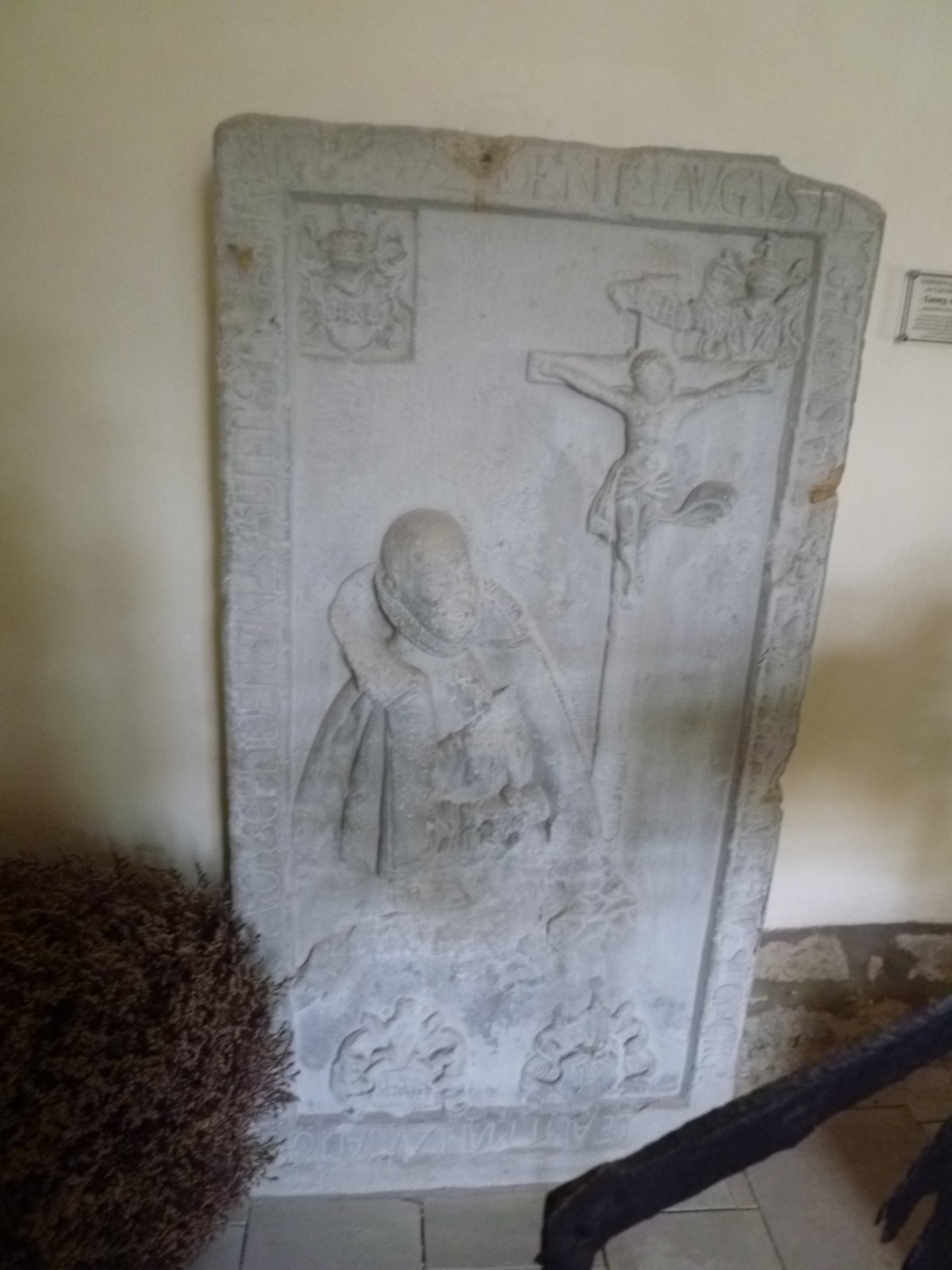
Epitaphie des bekanntesten Amtmann in Calvörde, Georg von Halle

Die Neustadt war nie ein eigenständiger Ort mit Gemeinderat (wie das Hünerdorf), sondern galt schon immer als ein Siedlungsgebiet südlich von Calvörde. Seine erste Erwähnung geht auf das Jahr 1369 zurück. Um 1450 wurden im Amt Calvörde viele kleinere Dörfer wüst. Die meisten Einwohner der östlich von Calvörde liegenden nun wüsten Dörfer  (Ranten, Parwitz, Pachwitz, Nüntz und Hoiersdorf) ließen sich in der Neustadt nieder. Es siedelten sich nicht nur Deutsche in der Neustadt an, sondern auch Wenden (Slawen). Diese besaßen zwar nicht die gleichen Rechte wie die Deutschen in Calvörde (mit der Neustadt), wurden aber untereinander wie Calvörder behandelt. Die meisten Einwohner der Neustadt waren in der Landwirtschaft tätig, auch Bereiche des Handwerks waren vertreten wie Schuster, Zimmerleute, Leinweber, Brauer und Schneider. 1571 wurde das Gebiet um Calvörde, als Amt Calvörde, ein Teil der Fürstentums Braunschweig-Wolfenbüttel. Das Amt bekam ein Amtmann, der auch Richter war. Seinen Sitz hatte dieser Amtmann in der Neustadt, denn hier lag das Amts-Gut (Sitz des Gerichts und das Wohnhaus) des Amtmanns.

### Brände
In den Jahrhunderten ab 1500 gab es sehr oft Stadtbrände, die Calvörde sowie die Neustadt einäscherten. 1700 fand ein Brand statt, der Calvörde, aber nicht die Neustadt, einäscherte. Im Jahr 1745 brannte jedoch die Neustadt mit ihren 21 Häusern nieder. Nach dem Brand wurden auch die Straßen in der Neustadt deutlich breiter, und die Häuser mussten mit Ziegeln gedeckt werden.

## Bauten in der Neustadt
In der Calvörder Neustadt gibt es zahlreiche historische Bauten:
- Der „Schwarze Adler“, ein Herrenhaus und eine Gaststätte. Er war ein besonders wichtiges Gebäude, denn hier haben die Braunschweiger Fürsten und Preußische Offiziere oft als Übernachtungsquartier zur weiteren Durchreise genächtigt.[2]
- Die Synagoge Calvörde, das Gotteshaus der Jüdischen Gemeinde in Calvörde.[2]
- Das Geburtshaus des Kunsthistorikers und Museumsfachmanns Wilhelm von Bode. Im Geburtshaus war einst das Amtsgericht Calvörde ansässig. Heute ist es das Heimatmuseum von Calvörde.[2]
- Das Gefängnis des Amt Calvörde in der Neustadtstraße mit ehemaligen Gefängnishof.[2]

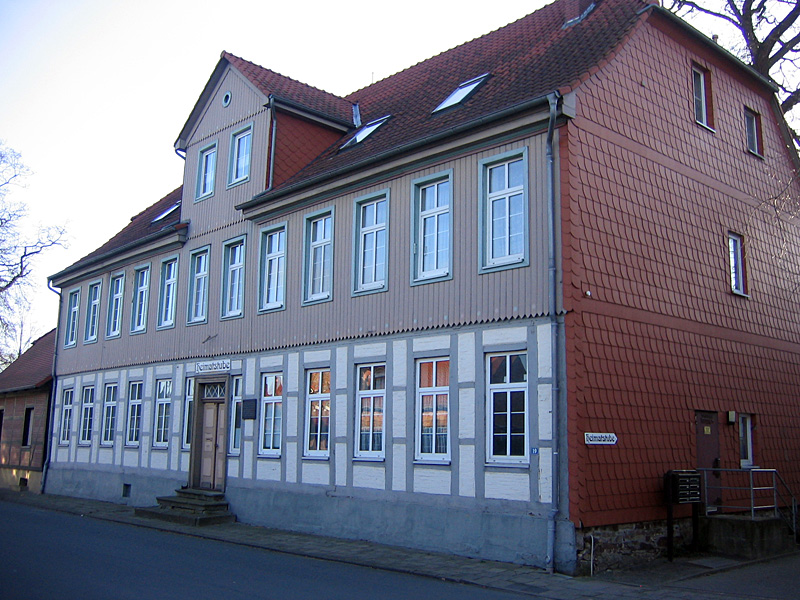
Geburtshaus des Wilhelm von Bode, ehemaliges Amtsgericht und heutiges Heimatmuseum
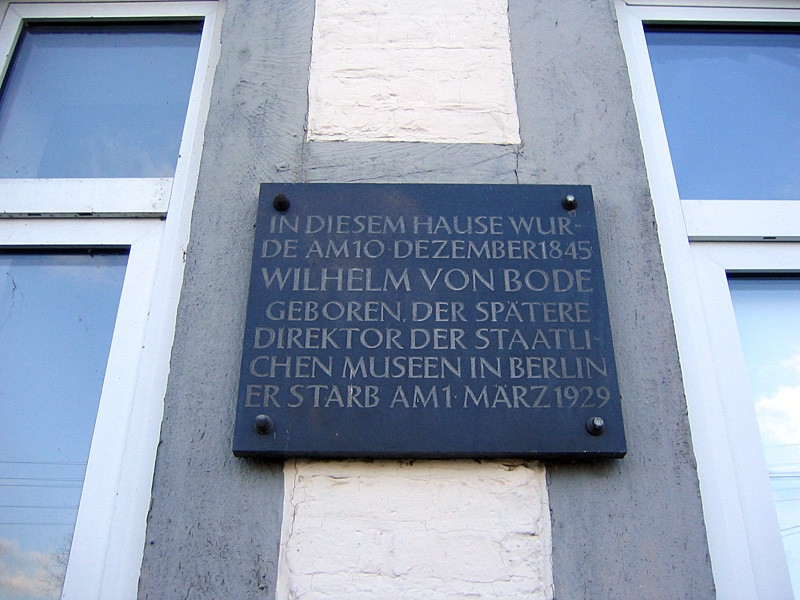
Gedenktafel am Geburtshaus des Wilhelm von Bode

### Denkmal
Auf dem Zimmerplatz, südlich der Neustadt, befindet sich ein kleines Kriegerdenkmal zur Erinnerung an den Sieg der Deutschen gegen den damaligen „Erbfeind“ Frankreich von 1871.